# 眼帶裸光蓋麗魚
眼帶裸光蓋麗魚，為輻鰭魚綱鱸形目隆頭魚亞目慈鯛科的其中一種，分布於南美洲烏拉圭河及Laguna dos Patos流域，體長可達12公分，棲息在溪流中底層水域，生活習性不明，可作為觀賞魚。

## 擴展閱讀
維基物種上的相關：眼帶裸光蓋麗魚